# 伊達武將隊
伊達武將隊(日名:奥州・仙台おもてなし集団 伊達武将隊)，位於仙台市的宮城県中PR所組成的仙台観光PR部隊。

## 概要
由仙台市旅遊交流處開設，作為武術團隊成立於2009年成立的名古屋好客武術團，成立於2010年7月1日，同年8月1日首次亮相時開始活動。除了仙台城遺址（青葉城遺址）的觀光計劃，劍鬥和表演外，還將迎來游客的紀念照片。此外，在仙台和宮城觀光的公關活動正在參加全國各地的活動。
在仙台發行免費論文的“Machi Navi Press”與名古屋的武術團隊相同，後者被厚生勞動省[1]實施為緊急就業創造項目。第一名成員由八名成員組成，但武術派對的第一名成員於2011年3月31日解散）
。 2011年4月28日，一些成員被更換並添加，活動恢復。同年，11名成員工作。有些成員每年都會改變。

## 成員
- 伊達政宗
- 伊達成実
- 片倉小十郎
- 茂庭綱元
- 支倉常長
- 片倉喜多
- 黒脛巾組・空
- くの一・秦（旧名・畑[2]）
- 足軽組頭・杜野与六
- 足軽・草介
- 足軽・山太

### 過去的成員
- 与六[3]
- 馬之助[3]
- おひな[3]

註冊截止日期為2013年3月。
- 漆黒の政宗[4]
- 海[4]
- 田七[5]

所有人都註冊到2012年3月。
- くの一・詩

畢業時期不明
- 足軽・風太[6]

註冊截止日期為2013年3月。

## 出演
- 驚鳴乱舞！仙台 DATE-MON (旧番組名・伊達武将隊 かわら版）（2011年10月～、Date fm、火曜20時～20時55分）

## 脚注
1. ↑  . 仙台経済新聞. 2010-07-02  [2012-02-11]. （原始内容存档于2019-08-09）.
2. 1 2  . 伊達武将隊ブログ. 2012-05-01  [2012-05-11]. （原始内容存档于2015-05-27）.
3. 1 2 3 4   (PDF). 仙台・宮城観光キャンペーン推進協議会公式サイト. 2010-08-17  [2012-02-12]. （原始内容 (PDF)存档于2015-09-24）.
4. 1 2 3  . 仙台経済新聞. 2012-03-31  [2012-05-11]. （原始内容存档于2019-08-09）.
5. ↑  . 伊達武将隊ブログ. 2012-04-12  [2012-05-01]. （原始内容存档于2015-05-26）.
6. ↑  . 伊達武将隊ブログ. 2013-03-31  [2013-12-04]. （原始内容存档于2015-05-27）.

## 外部連結
- 伊達武将隊公式ＨＰ （页面存档备份，存于）
- 伊達武将隊公式ＦＢ （页面存档备份，存于）
- 伊達武将隊公式ツィッター （页面存档备份，存于）
- 驚鳴乱舞！仙台 DATE-MON番組ＨＰ （页面存档备份，存于）